# Neuanfang
Neuanfang ist das siebte Studioalbum des deutschen Popsängers und Rappers Clueso. Es erschien am 14. Oktober 2016 bei Vertigo Records.

## Hintergrund
Das aus zehn Titeln bestehende Studioalbum Neuanfang wurde von Clueso selbst, zusammen mit Tobias Kuhn produziert. Es thematisiert Cluesos Neuanfang, nachdem er nach 14 Jahren bei den Neuen DeutschPoeten am 4. September 2015 die Trennung von seiner Band bekanntgab.
Am 2. September 2016 erschien mit dem Titelgeber die erste Singleauskopplung mit einem Musikvideo von Dirk Rauscher. Vier Wochen später erschien mit Gordo eine Videosingle am 30. September 2016. Das dazugehörige Video entstand durch Till Krücken. Die zweite und letzte Single Wenn du liebst erschien am 10. Februar 2017, einem Duett mit der australischen Singer-Songwriterin Kat Frankie, mit einem Musikvideo unter der Regie von Baris Aladag.
Das Frontcover zeigt eine Schwarzweißfotografie in Form eines Gesichtsporträts von Clueso, die auf der linken Hälfte dargestellt wird. Auf der rechten Hälfte ist frisch gestrichene violette, gelbe und rote Wandfarbe zu sehen.

## Titelliste
| #  | Titel                              | Autor(en)                               | Produzent(en)       | Länge |
| -- | ---------------------------------- | --------------------------------------- | ------------------- | ----- |
| 1  | Neuanfang                          | Tobias Kuhn, Clueso                     | Tobias Kuhn, Clueso | 3:06  |
| 2  | Achterbahn                         | Tobias Kuhn, Clueso                     | Tobias Kuhn, Clueso | 3:31  |
| 3  | Neue Luft                          | Tobias Kuhn, Clueso                     | Tobias Kuhn, Clueso | 4:15  |
| 4  | Erinnerungen                       | Tobias Kuhn, Clueso, Tino Sehring       | Tobias Kuhn, Clueso | 4:43  |
| 5  | Wenn du liebst (feat. Kat Frankie) | Tobias Kuhn, Clueso, Sebastian Wehlings | Tobias Kuhn, Clueso | 4:03  |
| 6  | Lass sie reden                     | Tobias Kuhn, Clueso                     | Tobias Kuhn, Clueso | 4:09  |
| 7  | Anderssein (feat. Sara Hartman)    | Tobias Kuhn, Clueso, Sara Joy Hartman   | Tobias Kuhn, Clueso | 3:28  |
| 8  | Gordo                              | Tobias Kuhn, Clueso, Christian Kohlhaas | Tobias Kuhn, Clueso | 4:31  |
| 9  | Jeder lebt für sich allein         | Tobias Kuhn, Clueso                     | Tobias Kuhn, Clueso | 3:58  |
| 10 | Sorgenfrei                         | Tobias Kuhn, Clueso, Tim Neuhaus        | Tobias Kuhn, Clueso | 4:37  |

## Rezeption

### Rezensionen
Laura Sprenger, Musikkritikerin von laut.de, befand zu Cluesos siebten Studioalbum Neuanfang: „[...] obwohl der Funke nicht immer überspringen will, wächst die Platte mit jedem Durchlauf und präsentiert einen gereiften Musiker, der trotz aller Veränderungen irgendwie immer noch der Alte ist.“.

### Charts und Chartplatzierungen
Neuanfang stieg am 21. Oktober 2016 auf Rang eins der deutschen Albumcharts ein und erreichte damit zugleich seine beste Platzierung. Das Album konnte sich insgesamt 46 Wochen in den Charts platzieren, letztmals auf Platz 92 in der Chartausgabe vom 6. Oktober 2017. In Österreich platzierte sich Neuanfang am 28. Oktober 2016 für zwei Wochen auf Rang 14, in der zweiten Woche war es auf Platz 70. In der Schweizer Hitparade platzierte sich das Album ab dem 23. Oktober 2016, wo es mit Rang 15 seine Höchstnotierung hatte. Es war drei Wochen dort in den Charts, ehe es die Charts in der Woche vom 6. November 2016 auf Platz 93 verließ.
| ChartsChartplatzierungen | Höchstplatzierung | Wochen |
| ------------------------ | ----------------- | ------ |
| Deutschland (GfK)        | 1 (46 Wo.)        | 46     |
| Österreich (Ö3)          | 14 (2 Wo.)        | 2      |
| Schweiz (IFPI)           | 15 (3 Wo.)        | 3      |

| ChartsJahrescharts (2016) | Platzierung |
| ------------------------- | ----------- |
| Deutschland (GfK)         | 53          |

### Auszeichnungen für Musikverkäufe
| Land/Region        | Auszeichnungen für Musikverkäufe (Land/Region, Auszeichnung, Verkäufe) | Verkäufe |
| ------------------ | ---------------------------------------------------------------------- | -------- |
| Deutschland (BVMI) | Gold                                                                   | 100.000  |
| Insgesamt          | 1× Gold ·                                                              | 100.000  |